# Xavier Florencio
Xavier Florencio Cabre (født 26. december 1979) er en spansk tidligere professionel cykelrytter.